# Велдін Ходжа
Велдін Ходжа (хорв. Veldin Hodža, нар. 18 жовтня 2002, Рієка, Хорватія) — хорватський футболіст, опорний півзахисник клубу «Рієка».

## Ігрова кар'єра

### Клубна
Велдін Ходжа народився у місті Рієка і є вихованцем місцевого однойменного клуба. У 2020 році футболіста було внесено до заявки першої команди «Рієки». Але Ходжа зіграв лише в Кубковому матчі. Також 26 листопада 2020 року Ходжа вийшов на заміну в кінці матчу групового раунду Ліги Європи проти італійського «Наполі».
А в січні 2021 року футболіст був відправлений в оренду у клуб першого дивізіону «Орієнт 1919», де грав до початку 2022 року. Другу половину сезону 2021/22 Ходжа провів у клубі вищого дивізіону «Хрватскі Драговоляц».
Влітку 2022 року Ходжа повернувся до «Рієки», з якою підписав новий контракт до літа 2024 року.

### Збірна
У червні 2022 року Велдін Ходжа дебютував у складі молодіжної збірної Хорватії.

## Титули
Рієка
 Переможець Кубка Хорватії: 2019/20